# Ancistroteuthis lichtensteinii
Ancistroteuthis lichtensteinii is een inktvissensoort uit de familie van de Onychoteuthidae. De wetenschappelijke naam van de soort is voor het eerst geldig gepubliceerd in 1835 door Férussac [in Férussac & d'Orbigny].